# فرفیون سوری
فرفیون سوری (نام علمی: Euphorbia aleppica) نام یک گونه گیاه از سرده فرفیون است.